# Patricia Lélis
Patricia de Oliveira Souza Lélis Bolin (Taguatinga, 30 de janeiro de 1994) é uma personalidade da mídia brasileira,ficou conhecida no Brasil em 2016 após acusar o pastor Marco Feliciano de assedio e cárcere privado.  No entanto, o processo foi arquivado e a policia de São Paulo anexou ao inquérito um laudo de mitomania que teria sido emitido em 2015 por duas psicólogas do instituto medico legal de Brasília.
No dia 10 de agosto de 2016, a Folha de S.Paulo obteve um vídeo em que Patrícia Lélis conversa com o chefe de gabinete do deputado Marco Feliciano (PSC-SP) sobre o pagamento de uma quantia em dinheiro. Na gravação, o assessor Bauer afirma ter entregado R$ 50 mil a um emissário de Lélis, identificado como Artur Mangabeira.No vídeo, ao alegar que Artur não repassou o dinheiro a ela, Patrícia declara que iria "enfiar a cara de Artur no chão" e exige que Bauer prometa que vai "acabar com ele" .
A Justiça de São Paulo aceitou a denúncia feita pelo Ministério Público (MP), que acusou Patrícia de denunciação caluniosa e extorsão contra Talma de Oliveira Bauer, o então assessor do deputado federal Pastor Marco Feliciano.
Lélis publicou várias fraudes e falsificações no passado.Em janeiro de 2024, o  FBI emitiu seu pedido de prisão sob a acusação de fraude eletrônica, transações monetárias ilícitas e roubo de identidade agravado. Depois do ocorrido a ré debochou do FBI em postagens nas redes sociais

## Carreira
Patrícia Lélis nascida em Taguatinga, Distrito Federal, de acordo com ela, vinda de uma família rica e religiosa. Ela conta que, depois de deixar a igreja evangélica, começou a frequentar o Congresso Nacional como ouvinte, onde se converteu à esquerda depois de ouvir deputados com dessa visão política.
Contudo,  Patrícia continuou  filiada ao Partido Social Cristão e participava de vídeos atacando feministas.  Em maio de 2016 Patrícia ganhou certa atenção após publicar um texto no facebook onde chamava uma professora de "feminazi","feinha" e zombava dos cabelos cacheados da moça.. Em abril do mesmo ano,  ela afirmou em  vídeo: "nunca vi uma feminista bonita" . Segundo Patricia, no seu período no PSC, participava de churrascos com notórias figuras de direita como o Pastor Everaldo e o ex-senador Magno Malta.
Ainda em 2016 Patricia voltou a circular na mídia após, supostamente, acusar o deputado Glauber Braga do Partido Socialismo e Liberdade de agressão. No vídeo, Patrícia aparece com o rosto machucado falando de seu ex namorado de esquerda,  ela também mostra um suposto boletim de ocorrência onde é possível ver a denuncia contra "Glauber de Medeiros Braga" nome do então deputado.  Na época o  PSOL Rio soltou uma nota negando que o deputado conhecesse Patrícia, o então parlamentar também soltou um vídeo onde dizia que a denuncia era caluniosa e pedia a investigação no caso.  No entanto, Patricia passou a dizer que se tratava de um ex namorado que também se chamava "Glauber de Medeiros Braga" que também era de esquerda.  O portal Uol apurou e descobriu que Patrícia nunca fez qualquer B.O contra o deputado ou qualquer "Glauber Braga", contradizendo o vídeo de Patrícia.  O assunto passou a ser abordado pelo veículos de mídia como uma notícia falsa. 
Patrícia  passou a se identificar como uma pessoa de esquerda depois  da denuncia contra Marco Feliciano.  Após o caso ganhar força, Patrícia declarou: “hoje, quem faz barulho na internet e na mídia para o meu caso não ser esquecido é o grupo feminista” e pediu desculpas pelos ataques que fez a feministas no passado.
Em 2018 concorreu como deputada pelo partido Partido Republicano da Ordem Social (PROS), com apenas 1605 votos, ela não foi eleita. Na época, o Jornal Metrópoles publicou matéria com o relato de 12 pessoas que trabalharam na campanha de Lélis e que a acusaram de calote.
Patrícia acusou Eduardo Bolsonaro, do então PSL- SP, de ameaça e injuria. No entanto, a pericia realizada pela policia Federal do Distrito Federal de número 9.883/19 (fls 322/332),indica que as mensagens foram fraudadas por Patrícia. O caso foi tratado como uma denúncia caluniosa.
Em 2021, filiou-se ao Partido dos Trabalhadores, de esquerda, embora no mesmo ano tenha sido expulsa após fazer declarações consideradas transfóbicas e de “incitação ao ódio”. Ela também processou o Partido dos Trabalhadores (PT), mas saiu derrotada da batalha judicial.
Em Julho de 2024 Patrícia processou a Associação Nacional de Travestis e Transexuais (ANTRA) e  o twitter, contudo, mais uma vez, ela perdeu a ação pois o Tribunal de Justiça de São Paulo reconheceu que as críticas da associação contra Lélis se mantiveram dentro dos limites da liberdade de expressão.
Ela fazia parte da empresa de produção Howard Stirk Holdings (HSH) e participou de pelo menos dois programas no programa “Your Voice Your Future Town Hall” da ABC7.
Lélis publicou vários informações falsas no passado. Em maio de 2024,acusou a candidata presidencial venezuelana María Corina Machado de receber US$ 3,2 milhões para financiar sua campanha eleitoral, uma acusação que foi divulgada por portais de desinformação venezuelanos. Foi comprado que ela usou documentos falsos para fazer as acusações.

## Expulsão do PT e acusação de transfobia
Patrícia Lélis foi acusada de transfobia em diversas ocasiões. Em redes como Instagram e Twitter (atualmente X), ela reiterou a afirmação de que mulheres trans não são mulheres. Ela também se envolveu em uma polêmica ao compartilhar e expressar apoio a um vídeo que se referia à então deputada estadual do PSOL, Erika Hilton, como "homem".                                                                                                                                                                                  Em 8 de julho de 2021, o PT emitiu uma nota intitulada "Transfobia não tem lugar no PT", na qual rechaçava a postura de Patrícia e afirmava "Patrícia vem repetidamente expressando opiniões transfóbicas em suas redes sociais". Após essa nota, o partido iniciou uma investigação interna, o que resultou na expulsão de Patrícia do PT.
Várias lideranças do PT apoiaram a nota. Na ocasião, a então presidente do partido, Gleisi Hoffmann, compartilhou a nota em suas redes. Patrícia processou tanto a ANTRA (Articulação Nacional de Travestis e Mulheres Transexuais) quanto o Partido dos Trabalhadores (PT) pela acusação pública de transfobia, mas acabou derrotada em ambas as ações judiciais.

## Acusação de homofobia e disseminação de fake news
Em 2017 Patrícia se tornou ré na Justiça de São Paulo por falsa comunicação de crime após afirmar ser ex namorada de Eduardo Bolsonaro e que estava sendo ameaçada por ele. Contudo, o Relatório da Polícia Civil do Distrito Federal aponta a existência de indícios de crime de denunciação caluniosa cometido pela jornalista Patrícia Lélis contra o deputado federal Eduardo Bolsonaro (PSL-SP). A conclusão do inquérito afirma que as supostas mensagens de ameaça enviadas pelo congressista teriam sido simuladas e falsificadas.
Patrícia voltou a ter o nome associado em distribuição de fake news durante as eleições de 2022 quando compartilhou montagens, imagens falsas e atribuiu vídeos de conteúdo adulto ao deputado Nikolas Ferreira.
Na esteira, de André Janones,  a jornalista, além de compartilhar conteúdo falso, usou os termos "viadão" "chupetinha" e "viadinho" " ao se referir à Nikolas. No Instagram, ela compartilhou montagem de dois homens abraçados sem camisa, com os rostos de Nikolas e Valadão no lugar.   Esses comentários foram criticados pela comunidade LGBT. O portal Esquerda Diário soltou um editorial  cujo"Vale tudo contra os fascistas, inclusive homofobia?" Outros veículos como a Folha de São Paulo e a rede de jornalistas  e o Brasil 247, também questionaram os termos homofóbicos. 
Embora não tenha se apresentado no processo, Patrícia foi obrigada a apagar os posts contendo as montagens e ataques homofóbicos. O deputado  André Janones foi condenado pela justiça de Minas Gerais  a pagar 5 mil à Nikolas Ferreira por danos morais. 
No dia 14 de outubro a UOL divulgou que Patrícia Lélis foi obrigada a apagar um vídeo falso de conteúdo falso atribuído de maneira caluniosa ao deputado. Segundo a juíza Beatriz Junqueira Guimarães, o conteúdo foi postado com intuito de "macular a honra e o decoro" do parlamentar eleito.

## Prisão nos EUA e acusações do FBI
Após perder as eleições, Lélis se mudou para os Estado Unidos onde, de acordo com informações da organização Arrests.org, um site que arquiva fotos, informações e os motivos de detenção de pessoas presas nos Estados Unidos, foi detida no dia 20 de dezembro de 2019 às 16h33 por "falsa comunicação de crime". No portal do sistema judiciário do Estado da Virgínia, identificado no sistema como caso de código GC19005382-00 também consta a informação da detenção Patrícia.
Em Janeiro de 2024, o FBI anunciou que Patrícia Lélis está foragida. No robusto documento de 12 páginas disponibilizado pela justiça americana, é detalhado uma série de denúncias contra ela. De acordo com a denúncia apresentada por um tribunal do estado da Virgínia, Lélis fraudava documentos, perfis e se passava por advogada especialista em imigração. Segundo o documento, ela usava o dinheiro com itens pessoais, enquanto prometia estar iniciando processos pra obtenção de vistos de permanência E-2 e EB-5 para pessoas de fora do país. Também é  formalizado as acusações de fraude eletrônica, transações monetárias ilegais e roubo de identidade agravado. O FBI afirma que o esquema começou em setembro de 2021 à julho de 2023 e com o dinheiro de trabalhadores Latinos, Patrícia passou a ter uma vida luxuosa, com destaque a uma casa avaliada em R$ 4,3 milhões. De acordo com uma noticia veiculada no portal O Globo, a luxuosa moradia foi conseguida por golpes contra famílias que acreditavam que Patrícia iria conseguir vistos americanos. 
Segundo o FBI, os golpes de Patrícia alcançam, aproximadamente, US$ 700 mil (cerca de R$ 3,4 milhões) e sua pena poderia ultrapassar 20 anos pelo cometimento de crimes federais.  Desde então, Patrícia é considerada foragida do FBI.

## Supostas falsificações em documentos da Venezuela
Após a divulgação das denuncias do FBI, Patrícia passou a se declarar vítima de uma perseguição política.
No dia 17 de janeiro de 2024 ela fez um post se dizendo vitima de perseguição. No conteúdo ela dizia que um jornalista americano corroborava com sua versão de perseguição politica. Ao ser questionada da veracidade do conteúdo, ela tentou comprovar por meio de uma gravação de tela, o recebimento das mensagens  mas essa atividade acabou conflitando com a versão que Lélis apresenta publicamente. Isso porque Patrícia alegava que ainda vivia nos Estados Unidos, e, ao gravar a própria tela, uma notificação mostra a região de Cuauhtémoc, na Cidade do México, como a localização do aparelho.
Após a repercussão sobre sua localização. Patrícia Lélis apagou o post e declarou estar pedindo asilo em outro país. Semanas depois ela declarou que estava em asilo politico.No entanto, nem o México e nem nenhum país latino americano expediram asilo politico para ela.  Semanas depois ela chegou a declarar que tinha pegado documentos sigilosos  norte-americanos após tentarem a transformar em bode expiatório. 
Em maio de 2024,acusou a candidata presidencial venezuelana María Corina Machado de receber US$ 3,2 milhões para financiar sua campanha eleitoral, uma acusação que foi divulgada por pequenos canais venezuelanos mas logo os documentos se mostraram falsos e sua credibilidade foi colocada em questão.
O portal venezuelano "cazadores de fake news" soltaram uma matéria cujo título é: "El falso bloqueo a la campaña oficialista y el bulo del candidato espía" em que mostram a ausência de provas, os furos na narrativa de Lélis e como, apesar dela alegar possuir documentos, os únicos documentos apresentados são supostas conversas no whatsapp.
Atualmente Patrícia não trabalha em qualquer veículo de comunicação, segue foragida do FBI, não possui qualquer cargo politico,tão pouco tenta produzir conteúdo de analises politicas que exigem credibilidade. Sua atuação atual se concentra na produção de vídeos na rede social Tik Tok onde ataca e faz expossed de outras personalidades e prints de supostos processos que move contra opositores. Patrícia também é chamada de  "ruiva do CAPS"  um apelido pejorativa que associa uma característica física dela (pintar o cabelo de ruivo) somado a um estigma relacionado à saúde mental, reforçando preconceitos contra pessoas que frequentam centros de atenção psicossocial (CAPS).. 

## Pesquisas
- Lélis foi presa no estado da Virgínia, Estados Unidos, sob a acusação de registrar uma denúncia falsa à polícia. Ela foi exonerada em 26 de janeiro de 2021.[33][78]

- No dia 8 de julho de 2021, o Partido dos Trabalhadores  de São Paulo soltou a nota de repudio intitulada "Transfobia não tem lugar no PT" [79],onde desaprovou o comportamento errático de Patrícia. A nota assinada pela Secretaria Estadual LGBT PT-SP alavancou a investigação que culminou na expulsão de Patrícia do partido[80].
- No dia 14 de outubro a UOL divulgou que Patrícia Lélis foi obrigada a apagar um vídeo falso de conteúdo falso atribuído de maneira caluniosa ao deputado de direita  Nikolas Ferreira.[81] Segundo a juíza Beatriz Junqueira Guimarães, o conteúdo foi postado com intuito de "macular a honra e o decoro" do parlamentar eleito.[82]

- Em janeiro de 2024, o Gabinete do Procurador dos EUA para o Distrito Leste da Virgínia a indiciou por acusações de fraude eletrônica, transações monetárias ilegais e falsidade ideológica agravada por se passar por uma advogada de imigração para fraudar clientes, prometendo a obtenção de vistos E-2 e EB-5, em mais de US$ 700.000. Desde então, o FBI solicitou sua prisão.[33][13][83]